# Przemiłów
Przemiłów (niem. Schieferstein) – przysiółek wsi Księginice Małe, położony w województwie dolnośląskim, w powiecie wrocławskim, w gminie Sobótka.
W latach 1975–1998 przysiółek należał administracyjnie do województwa wrocławskiego.

## Historia
Najstarsza znana nazwa przysiółka Schieferstein była wzmiankowana w 1816. Kiedy w 1945 Śląsk przyłączono do Polski, przysiółek otrzymał nazwę Okręcim, a następnie Przemiłów.
Przemiłów został włączony do Księginic w 1783. Mieszkało w nim wówczas 13 zagrodników i 3 chałupników. W 1840 przysiółek zamieszkiwało już 110 mieszkańców, a liczba budynków mieszkalnych dochodziła do 40. 
Przemiłów był przed wojną znany jako wieś poetów i pisarzy. Mieszkał tu i zmarł niemiecki pisarz i poeta Paul Barsch (1860–1931), który wraz z żoną stworzył tu centrum spotkań pisarzy i poetów wrocławskich. W latach 1933–1946 mieszkał tu także poeta Ernst Schenke (1896–1982) piszący wiersze w dialekcie śląskim.

## Przemiłów dzisiaj
Od lat 70. XX w. nastąpił intensywny rozwój budownictwa letniskowego (w całym układzie urbanistycznym było zaledwie 8 gospodarstw autochtonicznych). Dziś Przemiłów ma charakter miejscowości typowo letniskowej, zamieszkuje ją głównie ludność napływowa, przede wszystkim z Wrocławia. Ludność mieszkająca na stałe stanowi zdecydowaną mniejszość.

## Walory środowiskowe i bogactwa naturalne
Przysiółek jest położony u podnóża Ślęży, na terenie Ślężańskiego Parku Krajobrazowego, z widokiem na rozległe lasy.
W Przemiłowie znajdowały się złoża serpentynitów, pozostałością jest stare wyrobisko w górnej części przysiółka, z małym stawem na dnie. Wśród traw nad stawem znajdują się siedliska chronionego goździka sinego. W latach 60. znaleziono nowe złoża, jednak nie są one eksploatowane ze względu na obecność szkodliwych dla ludzi włókien azbestu.